# الساندرو آرلوتی
الساندرو آرلوتی (انگلیسی: Alessandro Arlotti؛ زادهٔ ۲ آوریل ۲۰۰۲) بازیکن فوتبال اهل ایتالیا است که در پست مهاجم برای هاروارد کریمسون بازی می‌کند.
وی در تیم ملی فوتبال زیر ۱۹ سال ایتالیا بازی کرده است.